# Сарфати, Джонатан
Джо́натан Дэвид Са́рфати (англ. Jonathan David Sarfati, род. 1 октября 1964) — новозеландский химик и шахматист, мастер ФИДЕ.

## Биография

### Взгляды и научная деятельность
Родился в 1964 году в Арарате (штат Виктория, Австралия).
Учился в колледже Веллингтона в Новой Зеландии.
Защитил диссертацию в Университете Виктории в Веллингтоне и получил статус доктора философии (Ph.D.) по физической химии.
В данный момент имеет двойное гражданство — Австралии и Новой Зеландии.
По рождению еврей, по вероисповеданию — христианин. Работает в христианской миссии Creation Ministries International (CMI), является автором многих статьей и работ по креационизму. Сторонник концепции разумного замысла, автор книг «Величайшая мистификация», «Несостоятельность теории эволюции» и других.

### Шахматная деятельность
Чемпион Новой Зеландии по шахматам (1987 / 1988 гг.).
Три раза играл на шахматных олимпиадах за сборную Новой Зеландии.
Известен, в частности тем, что сыграл вничью в партии с экс-чемпионом мира Борисом Спасским во время турнира в Веллингтоне в 1988 году.